# Lliga Grisa

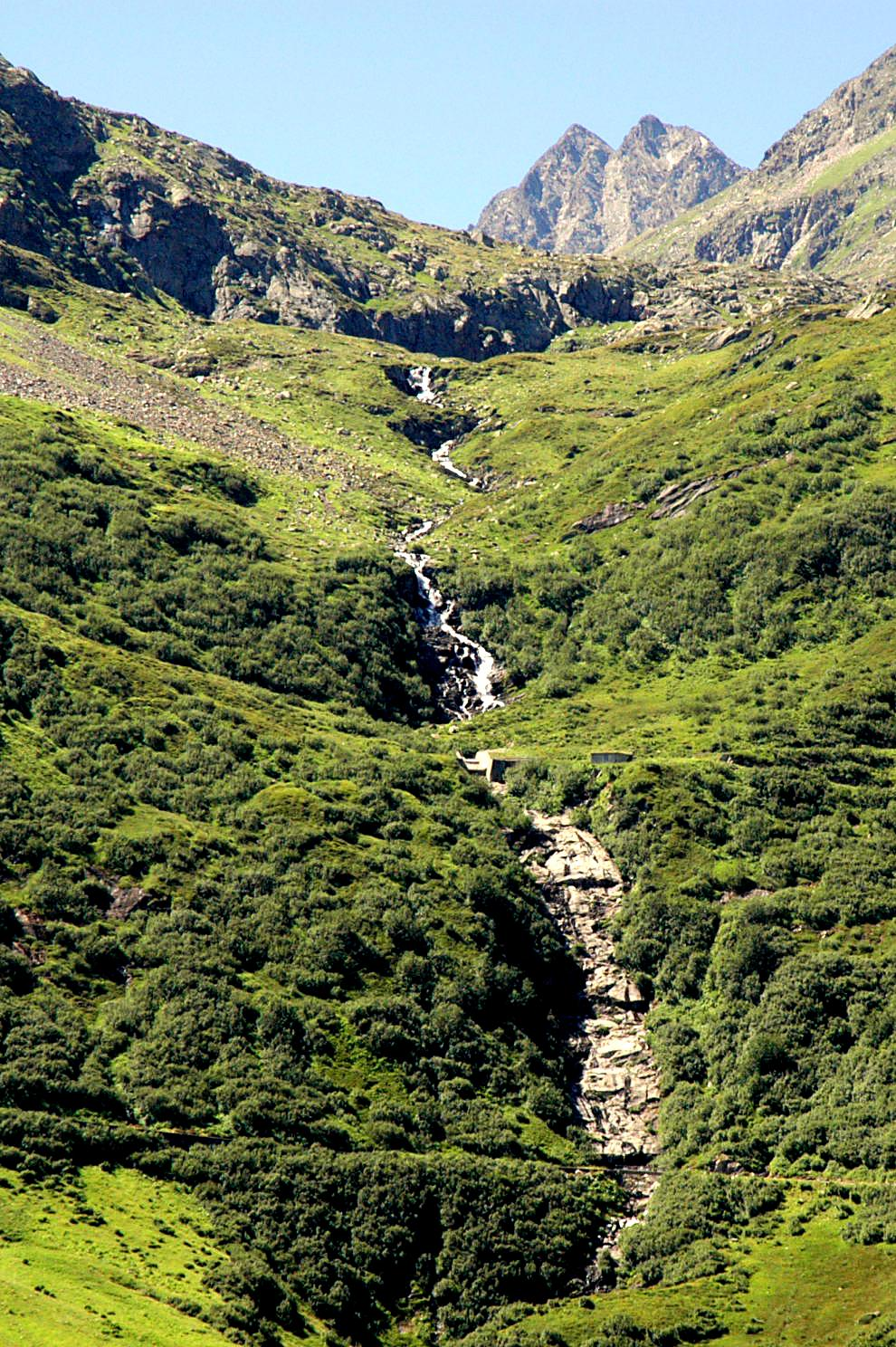
Secció de la Vall de Vorderrhein.

La Lliga Grisa (Grauer Bund), a vegades anomenada Oberbund, es va formar en 1395 a la vall del Rin anterior (en alemany Vorderrhein), regió de Raetia. El nom deriva de les robes grises que vestia el poble. La Lliga Grisa es va aliar amb els unes altres dues potències de Raetia, la Lliga de la Casa de Déu i la Lliga de les Deu Jurisdiccions en 1471, formant les Tres Lligues.

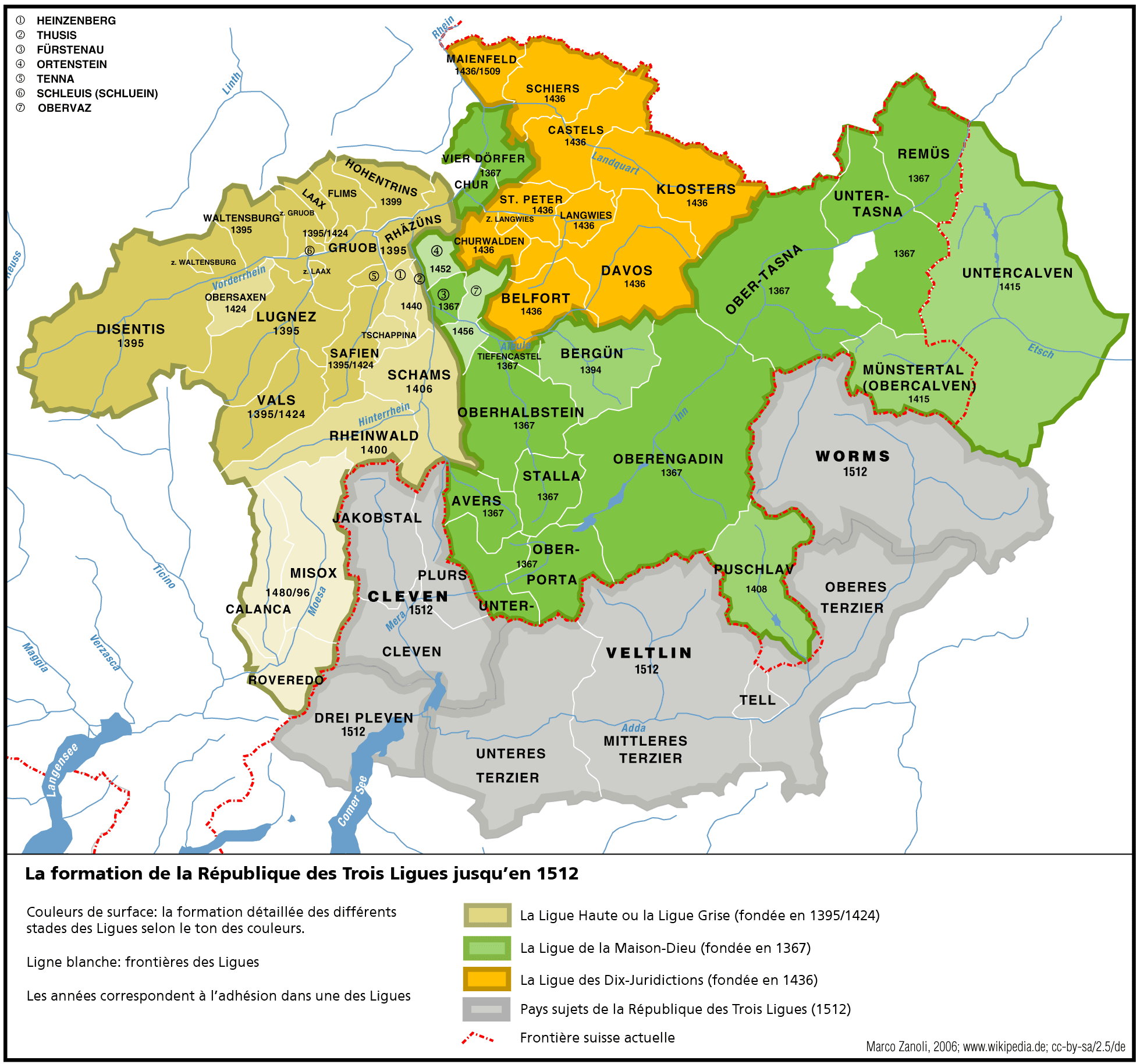
Les Tres Lligues en 1512

## Expansió dels Grisons
El 1512, els tres territoris: jurisdicció del Ducat de Milà de la Valtellina, comtat de Chiavenna (o Cleven) i Bormio van ser incorporats, si bé després del Congrés de Viena van ser atorgats al Regne Llombardovènet i amb posterioritat passarien a formar l'actual província de Sondrio italiana. Les Tres Lligues no es van unir a la Confederació fins a la fundació de la República Helvètica en 1803 com a cantó dels Grisons.